# Escut de Vilallonga de Ter

Escut oficial de Vilallonga de Ter

L'escut oficial de Vilallonga de Ter té el següent blasonament:
Escut caironat: d'or, un castell d'atzur obert acompanyat a la punta d'una faixa ondada d'argent rivetada d'atzur. Per timbre, una corona mural de poble.

## Història
Va ser aprovat el 17 d'agost de 1993 i publicat al DOGC el 27 del mateix mes amb el número 1789.
El poble data del segle xii i pertanyia al castell del Catllar (representat a l'escut), que es troba dins el municipi. La faixa ondada simbolitza el Ter, que passa per la localitat.